# BMI Regional
BMI Regional (escrito como bmi regional) era una aerolínea regional británica con sede en Aberdeen, Escocia. BMI Regional es el nombre comercial de British Midland Regional Limited que es filial de British Midland Airways Ltd. y opera vuelos regulares de pasajeros dentro del Reino Unido. Su base de operaciones principal es el aeropuerto de Aberdeen.
British Midland Regional Limited posee una licencia de operación tipo A de la dirección de aviación civil del Reino Unido, que posibilita a la aerolínea el transporte de pasajeros, carga y correo en aviones de veinte o más plazas.

## Historia

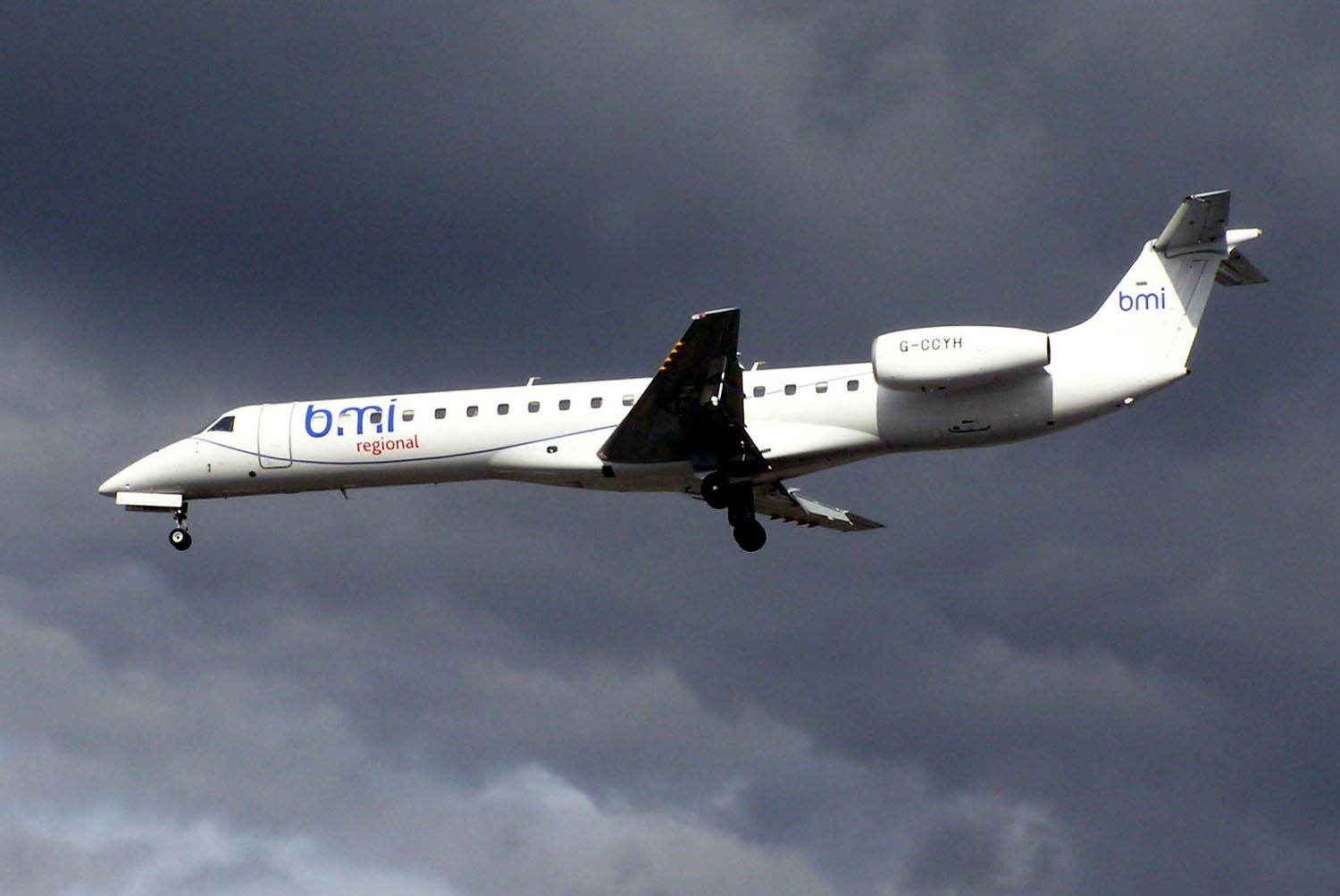
Un Embraer ERJ-145 de BMI Regional aterrizando en el aeropuerto de Londres Heathrow, Inglaterra. (2005)

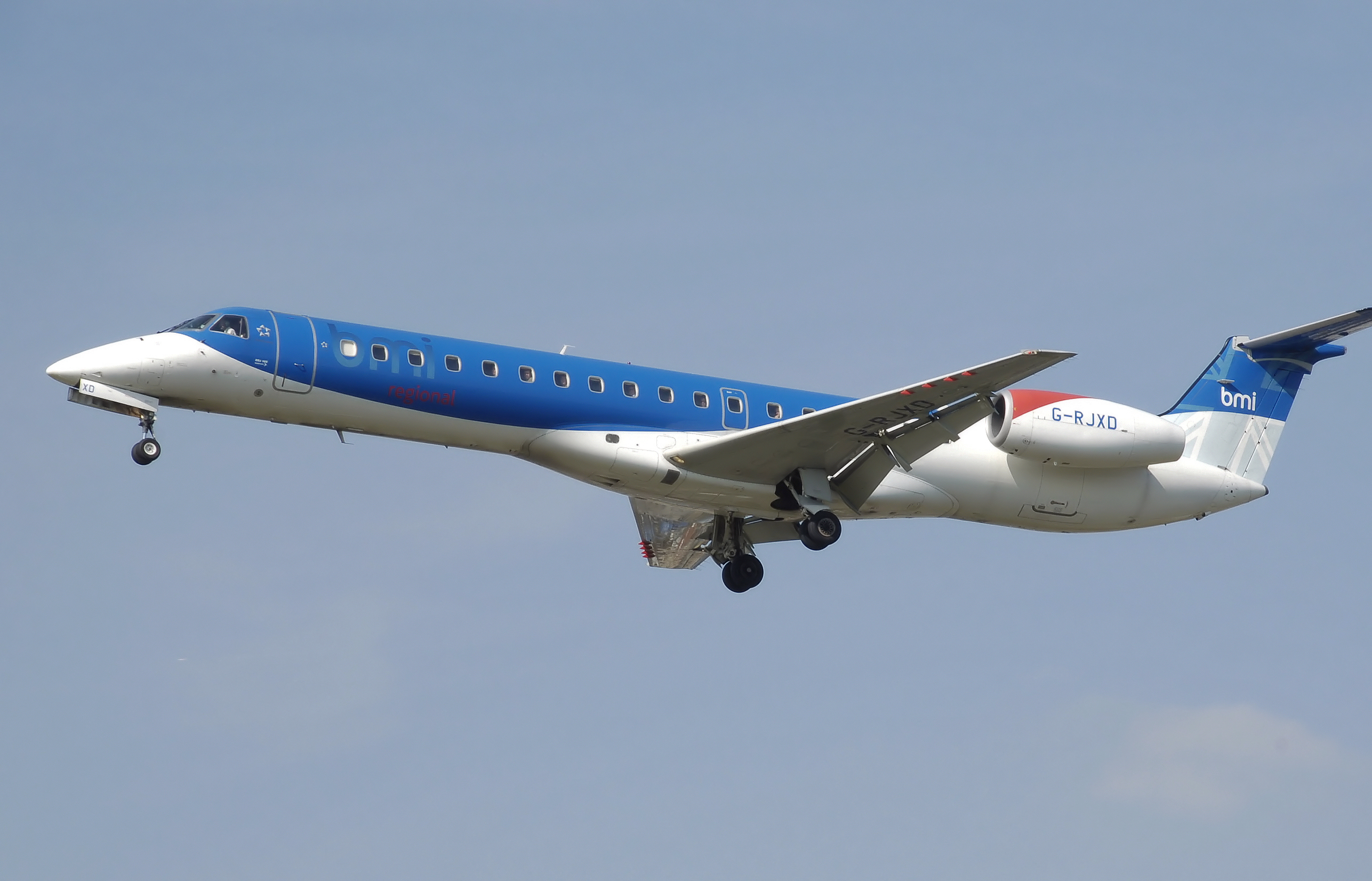
Un ERJ-145 de BMI Regional aterrizando en el aeropuerto de Londres Heathrow, Inglaterra. (2007)

La aerolínea fue fundada en 1987 como Business Air y comenzó sus operaciones en agosto de 1987. En 2001 cambió su nombre a BMI Regional. 
La aerolínea fue propiedad previamente de Sir Michael Bishop (50%), Lufthansa (30%) y Scandinavian Airlines (20%), pero el 1 de octubre de 2009, Lufthansa adquirió el accionariado de Sir Michael Bishop en la compañía obteniendo así la propiedad total de la aerolínea. Actualmente tiene 378 empleados.
En abril de 2010 BMI Regional fue galardonada como la aerolínea regular más puntual de todos los aeropuertos británicos por quinto año consecutivo otorgado por Flight on Time, basándose en las estadísticas de la CAA.
Tras la compra de BMI por Lufthansa en 2009, se anunció una reestructuración a comenzar en noviembre de ese año que también afectaría a las operaciones de BMI Regional. Una suspensión de pérdidas efectuando ajustes de rutas y capacidades dentro del grupo acabó en que BMI Regional contaría con tres aviones Embraer adicionales en 2010 y la compañía intentó prejubilar a algunos trabajadores. Sin embargo, los aviones fueron alquilados a terceros operadores y la flota de aeronaves es de quince aparatos en febrero de 2011.
El 16 de febrero de 2019, la aerolínea se declaró en bancarrota poniendo fin a todas sus operaciones.

## Antiguos destinos

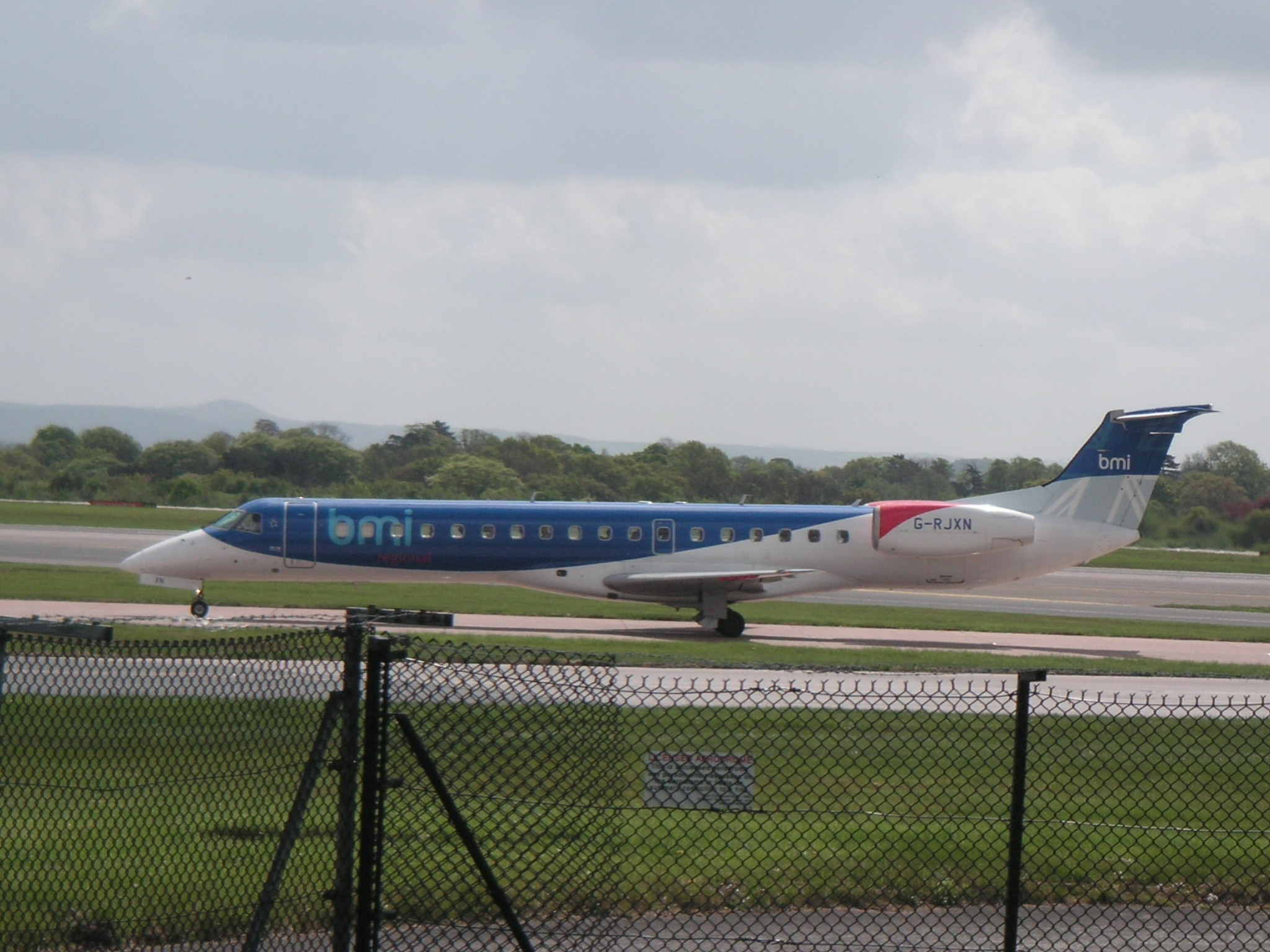
Un ERJ-145 de BMI Regional rodando en el aeropuerto de Mánchester, Inglaterra. (2009)

La aerolínea operó vuelos para bmi usando el sufijo regional siendo así su nombre completo bmi Regional. BMI Regional también efectuó vuelos para Brussels Airlines en sus rutas.
| Países          | Destinos            | Aeropuertos                                            | Notas |
| --------------- | ------------------- | ------------------------------------------------------ | ----- |
| Alemania        | Düsseldorf          | Aeropuerto Internacional de Düsseldorf                 |       |
| Alemania        | Frankfurt           | Aeropuerto de Fráncfort del Meno                       |       |
| Alemania        | Hamburgo            | Aeropuerto de Hamburgo                                 |       |
| Alemania        | Múnich              | Aeropuerto Internacional de Múnich-Franz Josef Strauss | Base  |
| Alemania        | Núremberg           | Aeropuerto de Núremberg                                |       |
| Alemania        | Rostock             | Aeropuerto de Rostock-Laage                            |       |
| Alemania        | Saarbrücken         | Aeropuerto de Saarbrücken                              |       |
| Alemania        | Stuttgart           | Aeropuerto de Stuttgart                                |       |
| Bélgica         | Bruselas            | Aeropuerto de Bruselas                                 |       |
| Dinamarca       | Esbjerg             | Aeropuerto de Esbjerg                                  |       |
| Francia         | París               | Aeropuerto de París-Charles de Gaulle                  |       |
| Italia          | Bérgamo             | Aeropuerto de Bérgamo-Orio al Serio                    |       |
| Noruega         | Oslo                | Aeropuerto de Oslo-Gardermoen                          |       |
| Noruega         | Stavanger           | Aeropuerto de Stavanger-Sola                           |       |
| Polonia         | Lublin              | Aeropuerto de Lublin                                   |       |
| Reino Unido     | Aberdeen            | Aeropuerto de Aberdeen                                 | Base  |
| Reino Unido     | Brístol             | Aeropuerto Internacional de Brístol                    | Base  |
| Reino Unido     | Castle Donington    | Aeropuerto de East Midlands                            | Base  |
| Reino Unido     | Leeds               | Aeropuerto Internacional de Leeds Bradford             |       |
| Reino Unido     | Londonderry         | Aeropuerto de la Ciudad de Derry                       |       |
| Reino Unido     | Londres             | Aeropuerto de Londres-Stansted                         |       |
| Reino Unido     | Newcastle upon Tyne | Aeropuerto de Newcastle upon Tyne                      | Base  |
| República Checa | Brno                | Aeropuerto de Brno-Tuřany                              |       |
| Suecia          | Gotemburgo          | Aeropuerto de Gotemburgo-Landvetter                    |       |
| Suecia          | Jönköping           | Aeropuerto de Jönköping                                |       |
| Suecia          | Karlstad            | Aeropuerto de Karlstad                                 | Base  |
| Suecia          | Norrköping          | Aeropuerto de Norrköping                               |       |

## Flota histórica
La flota de BMI Regional incluyó las siguientes aeronaves:
| Aeronaves                   | Total | Introducido | Retirado | Matrículas |
| --------------------------- | ----- | ----------- | -------- | --- |
| ATR 42-300                  | 1     | 2004        | 2005     | G-DRFC |
| British Aerospace 146       | 4     | 1994        | 2002     | G-CLHC, G-CLHA, G-GNTZ y G-CLHE |
| Embraer EMB 110 Bandeirante | 6     | 1988        | 1994     | G-BKWB, G-MOBL, G-BGYT, G-BGYV, G-BVRT y G-BLVG |
| Embraer ERJ-135             | 4     | 2001        | 2019     | G-RJXL, G-RJXP, G-RJXJ y G-RJXK |
| Embraer ERJ-145             | 19    | 1999        | 2019     | G-CKAF, G-CCYH (rrg. G-RJXR), G-CKAG, G-EMBI, G-EMBJ, G-RJXA, G-RJXB, G-RJXC, G-EMBN, G-RJXD, G-RJXM, G-RJXE, G-RJXF, G-EMBP, G-RJXN, G-RJXO, G-RJXG, G-RJXH y G-RJXI |
| Hawker Siddeley HS 748      | 1     | 1992        | 1993     | G-ATMI |
| Saab 340                    | 11    | 1992        | 2001     | G-GNTA, G-GNTD, G-GNTE, G-GNTH, G-GNTI (rrg. G-GNYI), G-GNTJ, G-RUNG, G-GNTB, G-GNTC, G-GNTG y G-GNTF                                                                 |
| Short 360                   | 1     | 1988        | 1995     | G-OJSY |